# Skolbibliotekarieföreningens litteraturpris

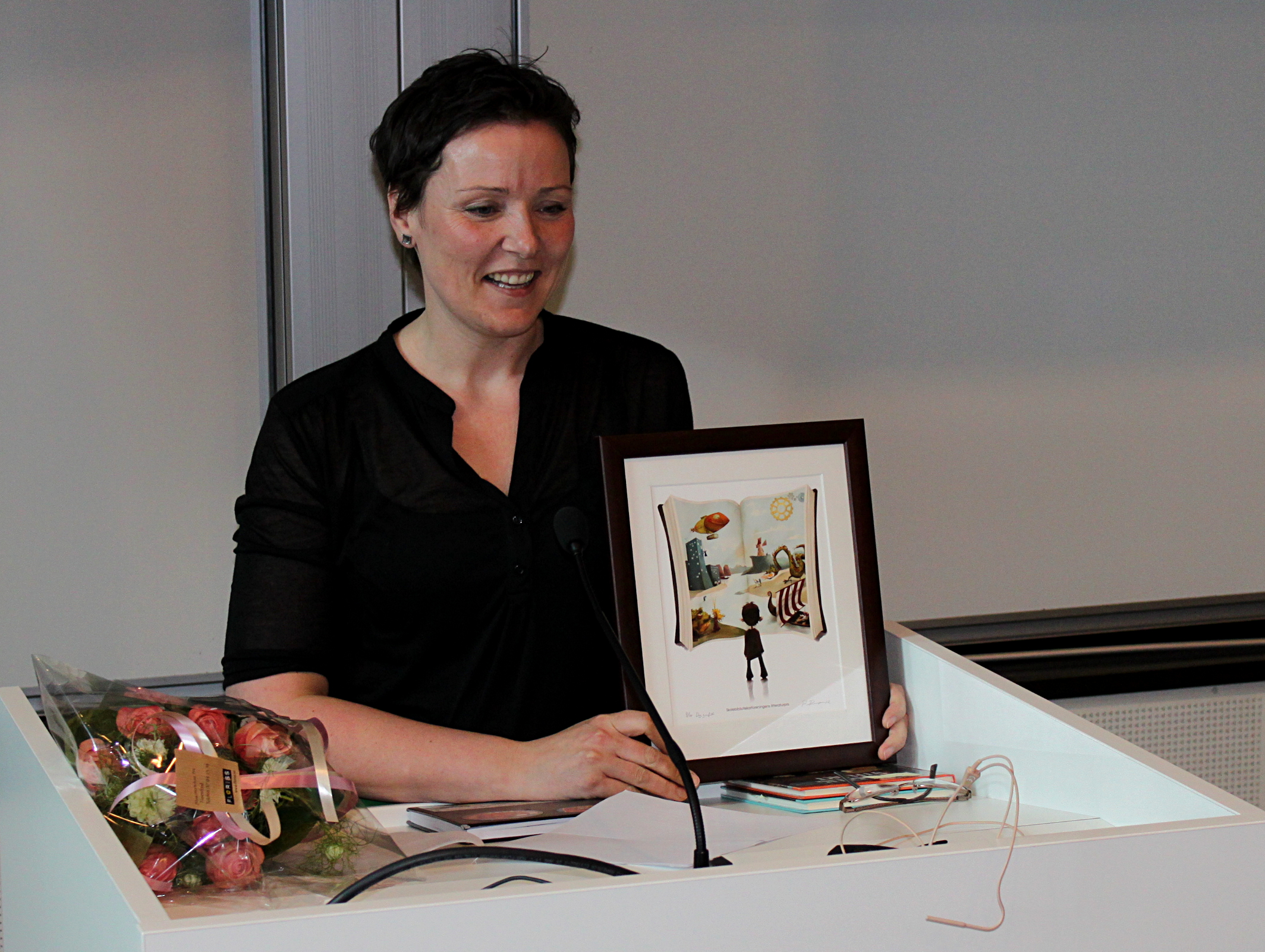
Linn T. Sunne med diplomet 2012.

Skolbibliotekarieföreningens litteraturpris (norska:Skolebibliotekarforeningens litteraturpris) är ett norskt skönlitterärt pris instiftat 1982. Priset utdelas av Skolebibliotekarforeningen i Norge som en uppmuntran till en författare av norsk barn- och ungdomslitteratur. Priset ges för ett samlat författarskap eller delar av det. Priset består av ett diplom och ett verk av en norsk konstnär. 

## Pristagare
- 1982 – Beate Audum för Ser deg siden Donna och Paraplytreet
- 1983 – Philip Newth för samlat författarskap
- 1984 – Zinken Hopp för samlat författarskap
- 1985 – Jon Bing för hans samlade barn- och ungdomsböcker
- 1986 – Tor Åge Bringsværd för hans samlade barn- och ungdomsböcker
- 1987 – Torvald Sund för Første tørn på Havterna och övriga barn- och ungdomsböcker
- 1988 – Mette Newth för Bortførelsen
- 1989 – Torill Thorstad Hauger för hennes historiska romaner för barn och ungdom
- 1990 – Stig Holmås för Apacheindianerne
- 1991 – Ole Røsholdt för Solen som sloknet, Jakob Gjøgler och Den rette kongen
- 1992 – Erna Osland för Kryssord och Reisa til Maria
- 1993 – Jostein Gaarder för Kabalmysteriet, Sofies verden och Julemysteriet
- 1994 – Kjersti Scheen för samlat författarskap, speciellt Månefeen och Kaperøya
- 1995 – Torun Lian för Bare skyer beveger stjernene
- 1996 – Paul Leer-Salvesen för  «Englebarn»-böckerna
- 1997 – Tormod Haugen för Georg og Gloria
- 1998 – Egil Hyldmo för Ulveboka
- 1999 – Bjørn Sortland för Raudt, blått og litt gult, Forteljinga om jakta på forteljinga och Å venta på regnbogen
- 2000 – Svein Nyhus för Verden har ingen hjørner
- 2001 – Finn Øglænd för Dei penaste jentene på TV
- 2002 – Thore Hansen för «Skogland»-serien
- 2003 – Hilde Hagerup för Løvetannsang
- 2004 – Eirik Newth för Sola, Månen, Stjernene, Planetene
- 2005 – Jon Ewo för Svart. Og cirka hvitt
- 2006 – Marit Nicolaysen för böckerna om Svein og rotta
- 2007 – Arne Svingen för hans samlade barn- och ungdomsböcker
- 2008 – Ingunn Aamodt för hennes samlade barn- och ungdomsböcker
- 2009 – Bjørn Arild Ersland för hans samlade barn- och ungdomsböcker
- 2010 – Endre Lund Eriksen för hans samlade barn- och ungdomsböcker
- 2011 – Bjørn F. Rørvik och Per Dybvig för deras samlade barn- och ungdomsböcker
- 2012 – Linn T. Sunne för hennes samlade barn- och ungdomsböcker
- 2013– Bjørn Ingvaldsen för hans samlade barn- och ungdomsböcker
- 2014 – Gro Dahle för hennes samlade barn- och ungdomsböcker